# Kistowo
Kistowo is een plaats in het Poolse district  Kartuski, woiwodschap Pommeren. De plaats maakt deel uit van de gemeente Sulęczyno en telt 199 inwoners.